# Историја моде
Историја моде односи се посебно на развој сврхе и намере одеће, обуће и додатака, као и на њихов дизајн и конструкцију. Модерна индустрија, заснована на фирмама или модним кућама које воде појединачни дизајнери, започела је у 19. веку са Чарлсом Фредериком Вортом који је, почев од 1858. године, био први дизајнер који је своју етикету ушивао на одећу коју је креирао.
Пре средине 19. века подела између високе моде и конфекције заправо није постојала. Али већину основних комада женске одеће су израђивали по мери кројачи и шваље у директном контакту са клијентом. Најчешће је одећа била кројена шивена у домаћинству. Када су се појавиле продавнице за конфекцијску одећу, ова потреба је нестала из домаћинских послова.
Штампани дизајни, посебно из Париза, кружили су широм Европе и жељно ишчекивани у провинцијама. Шваље би онда тумачиле ове обрасце најбоље што су могле. Порекло дизајна била је одећа коју су осмислиле најмодерније особе, обично оне на двору, заједно са својим кројачицама и кројачима. Иако се одевене лутке дистрибуирају из Француске од 16. века, а Абрахам Босе је 1620-их производио модне гравуре, темпо промена се појачао тек 1780-их са повећаним објављивањем француских гравура које илуструју најновије париске стилове, праћене модним часописима попут Cabinet des Modes. До 1800. сви Западно-европљани су се облачили подједнако; локалне варијације постале су знак провинцијске културе.
Почетком 20. века модни часописи и новине са рото-гравуром, почеле су да укључују фотографије и постале још утицајније. Ови часописи су били веома тражени широм света и имали су дубок утицај на укус јавности. Талентовани илустратори цртали су атрактивне модне трендове за ове публикације, које су покривале најновија достигнућа у моди. Можда најпознатији од ових часописа био је Gazette du Bon Ton који је 1912. године основао Лусијен Вогел и редовно излазио до 1925.

## Пре 1900: Почеци моде
Током раног 18. века први модни дизајнери долазили су до изражаја као предводници моде. 1720-их краљичина кројачица Франсоаз Леклер постала је тражена међу женама француске аристократије а средином века модне продавнице стекле су националну популарност и прошириле базу купаца на страну аристократију. Међутим, Роз Бертан се генерално сматра првом међународно познатом модном дизајнерком.
Роз Бертан (2. јула 1747 - 22. септембра 1813), названа „министарком моде“, била је кројачица француске краљице Марије Антоанете, од 1770. до 1793. Бертан је отворила радњу у Паризу и имала је значајан утицај на париски стил, све док је Француска револуција није натерала на изгнанство у Лондон.
Марија Антоанета се ослањала на педантне дизајне Роз Бертан како би јој помогли да се "са непријатељима бори са стилом". Иако су покушаји Марије Антоанете углавном били неуспешни, начин на који је Бертан помогла краљици да се изрази кроз моду био је преломан и створио је преседан за монархе који су је следили. Почетком 19. века, дизајнери попут Ан Маргарет Ланчестер и Мари Ан Бел ширили су своје пословање и објављивали сопствене дизајне у модним часописима. У првој половини 19. века модни париски дизајнери, попут Мадам Вињон, Мадам Викторин и Мадам Палмир, обично нису самостално дизајнирале производ већ су производ креирали у сарадњи са жељама својих клијената.
Енглез који је живео у Паризу, Чарлс Фредерик Ворт (1825 - 1905), сматра се првим дизајнером у модерном смислу тог појма, са великим предузећем које је запошљавало многе углавном анонимне кројаче и кројачице. Вортов успех је био такав да је могао да диктира шта купци треба да носе. Доспевши у центар пажње као главни дизајнер царице Евгеније, Ворт је користио своје краљевске везе како би стекао признање и клијенте. Проглас Наполеона III 1. фебруара 1853. да посетиоци неће бити примљени на његов двор без свечане одеће значио је да је популарност одеће у Вортовом стилу постала огромна. Украшене и израђене од најфинијих материјала, Вортове хаљине добро су познате по својим кринолинама (металне конструкције налик кавезу које су хаљину држале у стилском облику).
Током раних деценија 20. века, висока мода је потекла из Париза и, у мањој мери, из Лондона. Модни часописи из других земаља слали су уреднике на париске модне ревије. Робне куће такође су слале купце на париске изложбе, где су куповали одећу за копирање (и другима отворено крали линије стила и украсе).

## 1900 -
Одећа коју су помодне жене носиле током Бел Епока (1871-1914) била је запањујуће слична оној која се носила у добу модног пионира Чарлса Ворта. Крајем 19. века, хоризонти модне индустрије проширили су се због стабилнијег и независнијег начина живота добростојећих жена и практичне одеће коју су захтевале. Међутим, мода Бел Епок и даље је задржала сложени, украшени стил 19. века. Промена моде била је незамислива, па је употреба различитих украса била све што је разликовало одећу од сезоне до сезоне.
Уочљиви отпад и изражена потрошња дефинисали су моду деценије, а одећа тадашњих креатора била је екстравагантна, окићена и мукотрпно израђена. Заобљена силуета доминирала је модом све до око 1908. године. Пред крај деценије Пол Поаре је представио дизајне који нису укључивали подсукњу или стезник, избацујући S облик из моде. Ово је била велика промена, јер су женске струкове обликовали стезници још од ренесансе.
Кућа Редферн, коју је основао енглески кројач Џон Редферн (1820-1895), била је прва модна кућа која је нудила женску спортску одећу и одело по мери према мушким колегама, а његова практична и трезвено елегантна одећа убрзо је постала неопходна у ормарима добро обучене жене.

## 1910 -
Током раних година 1910-их модерна силуета постала је много гипкија, флуиднија и мекша него у 19. веку. Када је руски балет Ballets Russes извео Шехерезаду у Паризу 1910. године, уследила је помама за оријентализмом. Модни креатор Пол Поаре био је један од првих дизајнера који је ово увео у модни свет. Клијенти Поареа одједном су трансформисани у девојке из харема у лепршавим панталонима, турбанима и живим бојама и гејше у егзотичном кимону. Поаре је такође осмислио прву одећу коју су жене могле да се обуку без помоћи собарице.
Покрет Ар Деко почео је да се појављује у то време и његов утицај је био очигледан и у дизајну многих модних креатора тог времена. Једноставни шешири од филца, турбани и облаци тила заменили су стилове покривала за главу популарне у 19. веку. Током овог периода прве праве модне ревије организовала је Жан Пакан, једна од првих женских модних креатора, која је уједно била и прва париска модна кућа која је отворила стране филијале у Лондону, Буенос Ајресу и Мадриду.
Два најутицајнија модна дизајнера тог времена били су Жак Дусе и Мариано Фортуни. Дусе се истакао у слојевитим пастелним бојама, а његове сложене ваздушасте хаљине сугерисале су импресионистички одсјај одбијене светлости.
Дизајнер Мариано Фортуни и Мадрацо са седиштем у Венецији је за своје дизајне хаљина осмислио посебан процес карнера и нове технике бојења. Свака хаљина је направљена од једног комада најфиније свиле, у јединственој боји добијеној поновљеним потапањем у боје чије су нијансе наговештавале месечину или водене одсјаје венецијанске лагуне. Међу његовим многим поклоницима били су Елеонора Дузе, Исидора Данкан, и др.
Промене у одевању током Првог светског рата више је диктирала потреба него мода. Како је све више и више жена било принуђено да ради, оне су захтевале одећу која је више одговарала њиховим новим активностима. Друштвени догађаји морали су се одложити у корист хитнијег рада, посета рањеницима, смртних случајева што је значило је да су тамније боје постале норма. Појавио се нови монохроматски изглед који младим женама у угодним околностима није био познат. До 1915. године дужине модерне сукње су се подигле изнад скочног зглоба, а до 1920. до средине листа.

## Златно доба француске моде
Период између два светска рата, који се често сматра златним добом француске моде, био је период великих промена и реформи. Висока мода је пронашла нове клијенте у редовима филмских глумица, америчких наследница и супруга и кћери богатих индустријалаца.

### 1920 -
После Првог светског рата, у моди се догодила радикална промена. Високе фризуре уступиле су место кратким буби фризурама. Корсети су напуштени, а жене су посуђивале одећу из мушке гардеробе и одлучиле су да се облаче као дечаци. Иако у почетку многи модни креатори нису били вољни да усвоје нови андрогини стил, прихватили су га од око 1925. године. Појавила се силуета без појаса, а агресивно облачење ублажиле су перјане бое, везови и ефектни додаци. Стил флапера постао је веома популаран међу младим женама. Спортска одећа постала је популарна и код мушкараца и код жена, а дизајнери попут Жана Патуа и Коко Шанел популаризирали су спортски и атлетски изглед.
Велика креаторка Коко Шанел била је главна фигура моде у то време, позната по својој магнетној личности као и по елегантном и прогресивном дизајну. Шанел је помогла популаризацији буби фризуре, мале црне хаљине и употребе жерсеја за женску одећу; такође је уздигла статус бижутерије и трикотаже.
Још два истакнута француска дизајнера двадесетих година били су Жана Ланван и Жан Пату. Име Жане Ланван се појављује у модном годишњаку отприлике 1901. године, међутим 1920-их је достигла врхунац свог успеха. До 1925. године Ланван је производила много различитих производа, укључујући спортску одећу, крзно, доње рубље, мушку моду и дизајн ентеријера. Њен глобални приступ моди наговестио је шеме које ће све велике савремене модне куће касније усвојити у својим напорима различитости.
Стил Жана Патуа никада није био уобичајен, већ пун оригиналности и одликован проучаваном једноставношћу која је требало да му донесе славу, посебно на америчким тржиштима. Многи од његових одевних предмета, са својим чистим линијама, геометријским и кубистичким мотивима, те мешавином луксуза и практичности, дизајнирани су да задовоље нову моду за живот на отвореном и носе изванредну сличност са модерном спортском одећом. Најпознатија заговорница његовог стила била је Сузан Ленглен, легендарна тениска шампионка.
У мушкој одећи је расло расположење за неформалност, посебно међу Американцима, што се одражавало на модне стилове који су истицали младоликост и опуштеност. У прошлости је постојала посебна одећа за сваки догађај, али младићи двадесетих година, који се више нису плашили да покажу своју младост, почели су да носе исто меко вунено одело по цео дан. Кратке јакне замениле су старе дуге јакне из прошлости које су се сада носиле само у свечаним приликама. Мушкарци су имали на располагању разнолику спортску одећу, укључујући џемпере и кратке панталоне. За вече кратки смокинг био је модернији од фрака, који се сматрао помало старомодним. Лондонски крој, танких линија, широких рукава и постављених рамена, који је усавршио енглески кројач Шолте, био је веома популаран.
Многе звезде немог филма имале су значајан утицај на моду током 1920-их, укључујући Луизу Брукс, Глорију Свансон и Колин Мур. Лагана мода из 1920-их прекинута је након краха Вол Стрита 1929. године и подлегла је конзервативнијем стилу.

### 1930 -
1930-их, када је јавност почела да осећа последице Велике депресије, многи дизајнери су открили да кризе нису време за експериментисање. Све у свему, одећа из 1930-их била је суморна и скромна, што је одражавало тешку социјалну и економску ситуацију деценије. Женска мода се удаљила од дрског, смелог стила 1920-их ка романтичнијој, женственијој силуети. Област струка је обновљена, поруб је пао на готово дужину глежња, а меке, уске пригодне хаљине постале су популарне. Женско тело је преуређено у неокласичнији облик, а танка, затегнута и атлетска тела ушла су у моду. Мода за активности на отвореном стимулисала је моду да производи оно што би се данас називало „спортском одећом“. Термин „конфекција“ још увек није био у широкој употреби, али бутици су такву одећу описивали као „спортску“. Уместо фризуре са косим флапером, стандардна женска фризура из 1930-их била је скромна, кратка "трајна".
Две најистакнутије и најутицајније модне дизајнерке тридесетих година биле су Елза Шиапарели и Мадлен Вионе. Елза Шиапарели показала је своју прву колекцију 1929. године, а штампа ју је одмах поздравила као „једну од ретких иноватора“ тих дана. Шиапарели је била близак пријатељ Жана Коктоа и Салвадора Далија, који су за њу дизајнирали мотиве веза и пружали инспирацију за моделе попут радног одела џеповима, шешира у облику ципеле, свилених хаљина са цртежима мушица или јастога.
Мејнбокер, први амерички дизајнер који је живео и радио у Паризу, такође је имао утицаја, са својим једноставним, али изузетно елегантним дизајном. Произвођач луксузне робе Хермес почео је да продаје ручно рађене свилене мараме у облику квадрата почетком 1930-их, поред тога што је популаризовао патентни затварач и многе друге практичне иновације. Мушка мода наставила је неформални, практични тренд који је доминирао од краја Првог светског рата.

## Средина двадесетог века
После Другог светског рата, репутација Париза као глобалног центра моде почела је да се руши. Педесетих година прошлог века појавио се нови омладински стил, који је променио фокус моде. На Западу је била оспоравана традиционална подела између високог друштва и радничке класе. Нарочито је нова млада генерација желела да искористи благодати потрошачког друштва у успону. У време када су прве ракете лансиране у свемир, Европа је била више него спремна да усвоји квалитетну конфекцијску одећу по америчким линијама. Ова потреба била је утолико хитнија, јер су повећани режијски трошкови и трошкови сировина почињали да ручно израђену моду одводе у маргину. У међувремену, убрзани развој нових технологија олакшао је производњу производа високог квалитета, који се непрекидно побољшава.

### 1940 -
Многе модне куће затворене су током окупације Париза током Другог светског рата, укључујући Кућу Вионе и Кућу Шанел. Неколико дизајнера, укључујући Мејнбокера, трајно се преселило у Њујорк. У огромном програму моралног и интелектуалног преваспитавања који је спровела француска држава, модна одећа није поштеђена. Вишијев режим промовисао је модел супруге и мајке - робусне, атлетске младе жене - фигуре која је много више у складу са политичким планом новог режима. У међувремену, Немачка је поседовала преко половине онога што је Француска произвела, укључујући високу моду, и размишљала је о пресељењу француске високе моде у Берлин и Беч. Архива Синдикалне коморе моде је заплењена, укључујући и листу клијената. Поента свега овога била је разбијање монопола који је наводно претио доминацији Трећег рајха.
Од 1940. надаље, тканина је била потребна за војно особље; за све остале је била рационализована, уз дозволу од највише четири метра платна дозвољених да се користи за капут и нешто више од једног метра за блузу. Ниједан појас не може бити шири од 3 цм. Сви, од домаћица до дизајнера, били су присиљени да поново користе стару тканину или да креирају нове стилове од старе одеће.
Фризуре са "трајном" остале су стандардне, иако су током 40-их еволуирале у намотани ваљак дуж доњег дела линије косе.
Током окупације, једини прави начин да се жена размеће својом екстраваганцијом или дода боју мрачној одећи био је да носи капу. У овом периоду шешири су се често израђивали од остатака материјала који би иначе били бачени, укључујући комаде папира и дрвета. Међу најиновативнијим модистима тог доба биле су Паулина Адам, Симон Ноде, Роз Валоа и Ле Мониер.
Изолована ситуација у Паризу четрдесетих година омогућила је Американцима да у потпуности искористе домишљатост и креативност својих дизајнера. Током Другог светског рата, Вера Максвел је представила одећу која се састојала од обичних, једноставно исечених комада и увела је иновације у мушку радну одећу. Бони Кашин трансформисала је чизме у главни модни додатак и 1944. године започела производњу оригиналне и маштовите спортске одеће. 
У ратним годинама зут одело (у Француској зазу одело) постало је популарно међу младићима.
Многе глумице тог доба, укључујући Риту Хејворт, Кетрин Хепберн и Марлен Дитрих, имале су значајан утицај на популарну моду.
Креатор Кристијан Диор створио је плимни талас са својом првом колекцијом у фебруару 1947. Колекција је садржавала хаљине наглашених попрсја, ситних струкова (или „оса“) и екстравагантно пуних сукњи, наглашавајући женствену фигуру пешчаног сата на начин врло сличан стилу Бел Епок. Раскошна употреба тканина и женска елеганција дизајна привукли су послератну клијентелу и обезбедила Диоров метеорски успон до славе.

### 1950 -
Мода педесетих година прошлог века, далеко од тога да је била револуционарна и прогресивна, користила је много из претходне деценије. Читаво друштво које је двадесетих и тридесетих година 20. века увелико веровало у напредак сада је било много опрезније. Упркос чињеници да су жене имале право да гласају, раде и возе сопствене аутомобиле, одлучиле су да носе хаљине од раскошних материјала, са стегнутим струком и ковитластим сукњама до средине листа. Како је мода гледала у прошлост, висока мода је доживела нешто као препород и изнедрила је безброј звезда дизајнера који су изузетно профитирали од брзог раста медија.
Током 1950-их, иако би то било последњи пут, жене широм света наставиле су да се покоравају трендовима париске високе моде. Три најистакнутија од париских дизајнера тог времена били су Кристобал Баленсијага, Ибер де Живанши и Пјер Белман. 1951. године Баленсијага је потпуно трансформисао силуету, ширећи рамена и уклањајући струк. 1955. дизајнирао је туника хаљину, која се касније развила у хаљину кошуљицу 1957. године. И на крају, 1959. године, његов рад је кулминирао линијом Empire, са хаљинама и капутима високог струка кројеним слично кимону. Баленсијага је такође запажен као један од ретких креатора у историји моде који је могао својим рукама да дизајнира, кроји и шије моделе који су симболизовали врхунац његове уметности.
Ибер де Живанши отворио је своју прву модну кућу 1952. године а убрзо су отворени бутици у Риму, Цириху и Буенос Ајресу.
Пјер Белман отворио је свој салон 1945. године. Управо у низу колекција под називом „Jolie Madame“ доживео је свој највећи успех, од 1952. надаље. Белманова визија елегантно одевене жене била је посебно париска, са широким попрсјем, уским струком и пуним сукњама, мајсторством кроја и маштовитим склоповима тканина у суптилним комбинацијама боја. Заједно са својим модним радом, талентовани бизнисмен је такође лансирао низ изузетно успешних парфема.
Такође је запажен повратак Коко Шанел у модни свет. Након затварања њених салона у ратним годинама, 1954. године, стара преко седамдесет година, вратила се и 5. фебруара представила колекцију која је садржала читав низ идеја које су жене широм света усвојиле и копирале: њен чувени мали плетени костим са златним ланчићима, сјајна бижутерија, свилене блузе у бојама које се подударају с облогама одела, глатки твид, монограмирани дугмићи, прошивене торбе на ланцима и вечерње хаљине и крзна.
Иако је био дизајнер високе моде, рођен у Америци, Мејнбокер је такође дизајнирао војне и цивилне униформе.
Диоров „Нови изглед“ (New Look) (премијерно приказан 1947. године) оживео је популарност појасева и корсета. Почетком педесетих година многи произвођачи доњег рубља почели да граде сопствене брендове. Џејн Расел је 1957. године носила грудњак са подупирачем који је научно дизајнирао Хауард Хјуз како би максимизирао сладострастан изглед. Изум ликре 1959. године револуционирао је индустрију доњег рубља и брзо је уграђен у сваки аспект доњег рубља.
После рата, амерички изглед (који се састојао од широких рамена, цветних кравата, панталона равних ногавица и кошуља са дугим зашиљеним крагнама постао је веома популаран међу мушкарцима у Европи. Поједини лондонски произвођачи започели су оживљавање едвардијанске елеганције у мушкој моди, усвојивши припијени ретро стил којим су желели да привуку традиционалисте. Овај изглед, првобитно усмерен на угледног младића из града, преведен је у популарну моду као Теди бој стил. Италијански изглед, који су популаризирали италијански креатори преузела је цела генерација елегантних младих љубавника, с обе стране Атлантика. Карирана тканина била је врло често у мушкој моди педесетих година прошлог века, и за кошуље и за одела, заједно са фризуром „пачји реп“, која се често сматрала симболом тинејџерске побуне и забрањивана је у школама.
Током друге половине педесетих година, дошло је до општег помака ка мање формалној одећи, посебно међу мушком модом. Шешири Федора и Хомбург, као и капути - кабанице, нестали су из широке употребе.
Дизајнери Холивуда створили су посебну врсту гламура за звезде америчког филма, а одећа коју су носиле Мерилин Монро, Лорин Бекол или Грејс Кели широко је копирана. Најутицајнији и најцењенији холивудски дизајнери од 1930-их до 1950-их били су Едит Хед, Ори-Кели, Вилијам Травила и др. Свакодневна женска одећа током деценије састојала се од дугих капута, шешира са малим веловима и кожних рукавица. Хаљине до колена у комбинацији са бисерним огрлицама је учинила популарним прва дама Мејми Ајзенхауер. Кратка, трајна коса била је стандардна женска фризура тог периода.

### 1960 -
До шездесетих година 20. века Париз се сматрао центром моде широм света. Међутим, између 1960. и 1969. дошло је до радикалног потреса у основној структури моде. Од шездесетих година 20. века па надаље, никада неће постојати само један, превладавајући тренд или мода, већ мноштво могућности, недељиво повезаних са свим различитим утицајима у другим областима живота људи. Просперитет и појава посебне тинејџерске културе, у комбинацији са контракултурним покретом, сви су имали велике утицаје на моду.
После 30 година конзервативног стила одеће, шездесете су забележиле својеврсни повратак у 1920-е, када су жене поново усвојиле дечји изглед са кратким фризурама и поступно мање скромном одећом. На почетку деценије сукње су биле до колена, али су постајале све краће и краће све док се мини сукња није појавила 1965.
Многе радикалне промене у моди развиле су се на улицама Лондона, са тако надареним дизајнерима као што су Мери Квант (позната по лансирању мини сукње) и Барбара Хуланицки (оснивачица легендарног бутика Биба). Париз је такође имао свој део нових и револуционарних дизајнера, укључујући Пјера Кардена (познат по визионарском и вешто кројеном дизајну), Ив Сен Лорена (познат по револуционарној, али елегантној моди), и Емануела Унгару (познат по маштовитој употреби боја и смелим контрастима). Главна продаја за нове младе модне дизајнере била је у малим бутицима, који су продавали одећу која је рађена у малим количинама, у ограниченом распону величина и боја.
Шешири су већ почели да нестају у претходној деценији и сада су готово потпуно изумрли, осим у посебним приликама. Ниске потпетице су замениле високе штикле. Шиљати врх ципела уступио је место прстима у облику длета 1961. године и бадемовом врху 1963. године. Равне чизме такође су постале популарне са врло кратким хаљинама 1965. године и на крају су порасле уз ногу и дошле до колена.
Два запажена и утицајна дизајнера шездесетих година били су Емилио Пучи и Пако Рабан. Пако Рабан је отворио је своју прву модну кућу 1966. године и од почетка је креирао одећу од алуминијума, родоида и комада отпадног метала. Рабан је такође био први модни дизајнер који је користио црне моделе, што је скоро резултирало отказом из Синдикалне коморе париске моде. 
Главна промена у мушкој одећи 1960-их била је у тежини коришћене тканине. Избор материјала и начин израде дао је одело које је, јер је било лакше тежине, имало потпуно другачији изглед, линијом која је била ближа природном облику тела, због чега су мушкарци критичније гледали на своје фигуре. Појава и ширење фармерки по свету послужило је убрзању радикалних промена у мушкој гардероби. Младићи су носили дужу косу и додали дашак боја, па чак и цветне мотиве, својим кошуљама.
Раних 1960-их постојала су утицајна „партнерства“ познатих личности и дизајнера високе моде, најпознатија је Одри Хепберн са Живаншијем и Џеки Кенеди са Олегом Касинијем. Исто тако, многи модели су имали веома велики утицај на моду, пре свега Твиги, Верушка, Џин Шримптон. Бикини је ушао у моду 1963. године. Хипи и психоделични покрети касно у деценији такође су имали снажан утицај на стилове одеће, укључујући звонасте фармерке.

### 1970 -
Деценија је започела наставком хипи изгледа касних 1960-их, са кафтанима, индијским шаловима и туникама са цветним принтом. Џинс је и даље популаран, а јавља се и унисекс мода.
Можда су два најиновативнија модна дизајнера у Француској 1970-их били Кензо Такада и Соња Рикјел. Неоспорна звезда париске моде 1970-их, Кензо је инспирацију црпео из целог света, мешајући западне и оријенталне утицаје. Краљица плетених модела, Соња Рикјел, 1974. године, дизајнирала је своје прве пуловере са обрнутим шавовима. Међутим, више од тога, створила је читав низ одеће која је била изузетно индивидуална, а опет се могла носити готово било где. Стил Рикјел, у коме доминирају плетени одевни предмети, освојио је америчко тржиште, а чак и до данас многи Американци Рикјел сматрају правом наследницом Шанела.
Због панка Лондон је задржао значајан степен утицаја на моду, најзначајније у бутицима Кингс Роуда. Овај храм британског иконоклазма био је усредсређен на фетишистички прибор и одевне предмете у којима су црне гумене и челичне копче били спољни знаци скривеног садизма. Постмодернистички и иконокластички панк покрет био је директна реакција на економску ситуацију током економске депресије тог доба, средство мржње која је била више висцерална него политичка. Панк је у свом срцу имао манифест стварања кроз неред. Са својим поцепаним мајицама, индијанским фризурама, Док Мартенс ципелама, везаним панталонама и ланцима, панкери су извезли свеукупни осећај одвратности широм света.
Још један популарни британски стил био је одлучно немодерни, женствени стил одеће коју је популаризовала Лаура Ешли, а састојао се од дугих сукњи и блуза са високим вратом у традиционалним цветним принтовима, са хекланим шаловима. Модне теме засноване на двадесетим, тридесетим, четрдесетим и педесетим годинама биле су популарне током већег дела деценије, холивудски филмови попут Кум и Велики Гетсби и бројне изложбе о историји костима у Метрополитенском музеју уметности у Њујорку повећавале су њихову популарност.
Током 1970-их настала је нова генерација бутика мушке одеће. Изглед мушкараца се 1970-их променио више него у читавом веку. Многи модни дизајнери који су направили револуцију у мушком изгледу дуговали су пуно својих иновација Пјеру Кардену: уска рамена, уске линије, без кравате, без међусобног повезивања, одела са патентним затварачем, струкиране јакне или тунике, понекад без кошуље. Радна одећа пружала је инспирацију за мање формални стил, подстичући дизајнере да гледају даље од традиционалног одела и, на пример, усвоје унисекс изглед.
Током 1970-их, као резултат своје индустрије конфекције, Милано је потврдио свој статус као други након Париза као центра међународне моде. Два најутицајнија италијанска модна дизајнера тог времена вероватно су били Ђорђо Армани и Нино Ћерути. Армани је своју прву колекцију за жене произвео 1975. године. Од самог почетка линија је била динамична и урбана. Армани је понудио суздржани стил који је у великој мери привлачио све већу популацију жена које су сада заузимале све више положаје у послу. Ово је био само почетак огромне каријере, која је заживела 1981. када је лансиран Емпорио Армани. Нино Ћерути је 1957. године отворио бутик мушке одеће Хитман у Милану, а 1976. представио је своју прву колекцију за жене. Две године касније, лансирао је свој први парфем.

## Крај двадесетог века
Током касног 20. века, мода је брзо почела да прелази међународне границе. Популарни западњачки стилови усвојени су широм света, а многи дизајнери изван Запада имали су дубок утицај на моду. Синтетички материјали попут ликре/спандекса и вискозе постали су широко коришћени, а мода се, после две деценије гледања у будућност, поново окренула прошлости за инспирацију.

### 1980 -
Друштво из 1980-их више се није критиковало као потрошачко, већ га је, уместо тога, занимао „спектакл“. Модне ревије су преображене у медијске спектакле и често су преношене на телевизији. До 1982. године нестали су последњи трагови моде из 1970-их.
Током 1980-их, једноделни комбинезони су постали популаран елемент женске одеће и на мушкарцима. Такође током 80-их, аеробик је био у моди и тако је уведен у стил спандекс хеланке и траке за главу.
Познат по својим комбинацијама које изазивају страхопоштовање, Азедин Алаја је у великој мери утицао на силуету жене из 1980-их. Мајстор свих врста техника које су раније биле познате само по високој моди, експериментисао је са многим новим и недовољно коришћеним материјалима, попут спандекса и вискозе.
Каролина Херера, која је дуго сматрана једном од најелегантнијих чланица џет-сета, 1981. године лансирала је серију колекција намењених женама попут ње, у којима су беспрекорно кројене одеће високог квалитета и атрактивне вечерње хаљине.
У америчкој моди заводљиви стил Доне Каран и лежерна софистицираност Ралфа Лорена били су веома утицајни. Звезда звезде њујоршке друштвене сцене, Дона Каран донела је врло личан и женствен приступ строгом, трезвеном, лежерном изгледу који је доминирао америчком конфекцијом. Постављајући сопствену етикету 1984. године, њени дизајни освојили су тренутну популарност међу активним урбаним женама које су изузетно цениле потцењени луксуз њене одеће. 1971. Ралф Лорен отворио је бутик за мушкарце и жене на Беверли Хилсу. Његов аристократски стил по ценама које је просечни Американац могао приуштити створио је сензацију. За елиту суочену са свим врстама авангардне моде представљао је тачку окупљања, подржавајући класичан изглед усвојен за активан живот. Број један америчке конфекције, Лорен је био подједнако успешан са спортском одећом и фармеркама, што му је омогућило да досегне најшири могући опсег друштвених класа и старосних група.
Кључ успеха новог таласа америчке спортске одеће био је бренд Пери Елис, основан 1978. године, која је у својим елегантним варијацијама основа користила боју и природна влакна. Такође је запажена екстремна популарност спортске етикете Адидас, која је постигла невероватан ниво 1980-их. Легендарни дизајнер ципела Маноло Бланик такође се прославио током 1980-их.
Мноштво трендова који су процветали током 80-их умањено је економском рецесијом која је наступила почетком деведесетих, у великој мери уништавајући оптимистично расположење које је толико повољно за модну индустрију.

### 1990 -
Деведесетих више није било обавезно следити моду ропски, оштар контраст у односу на моду 1970-их и 1980-их. Мода деведесетих уједињена око новог стандарда, минимализма и стилова оштре једноставности постала је модерна. Упркос напорима неколико дизајнера да задрже статус лепих хаљина, до краја деценије појам разметљиве финоће је практично нестао.
На крају 20. века је дошло до драматичног одступања од секси стилова усмерених на гламурозну фаталну жену 1980-их, а многи дизајнери, заокупљени визијом романтичног сиромаштва, усвојили су стил сиромаштва.  Ретро одећа инспирисана шездесетим и седамдесетим годинама била је популарна током већег дела деведесетих.
Чувену италијанску модну кућу Гучи створио је 1921. године Гучо Гучи и првобитно је била фирма која је продавала луксузне производе од коже. Са децом Гучија, до краја 1960-их, фирма се проширила и обухватила мноштво производа изразито латино гламура. Запошљавајући непознатог дизајнера Тома Форда као директора дизајна 1994. године, модна кућа је стекла велики престиж, јер је Форд покренуо плимни талас својим шик и шокантним колекцијама, парфемима за мушкарце и жене, обновљеним бутицима и рекламним кампањама. Године 1998. Гучи је проглашен за "Европску компанију године" од стране Европске федерације за пословну штампу. Данас је то друга најпродаванија модна марка (иза ЛВМХ) у свету са 7 милијарди америчких долара прихода у свету у 2006. години, према часопису Businessweek.
Деведесетих година дизајнерска етикета Прада постала је права креативна снага у модној индустрији. Миланска компанија је први пут основана 1923. године, две године након Гучија, и као Гучи била је то фирма која је продавала висококвалитетне ципеле и кожу. Све до 1980-их, када је Мијуча Прада, нећака оснивача компаније, почела да производи модну конфекцију, стичући славу својим суптилним, углађеним, а неоспорно луксузним стилом.
У Америци су три најутицајнија модна дизајнера тог времена били Мајкл Корс, Марк Јакобс и Калвин Клајн. Корс је основао сопствени посао 1980. Међутим, тек деведесетих година дизајнер је достигао врхунац популарности. Марк Јакобс је један од најистакнутијих америчких дизајнера тог периода, за разлику од многих америчких модних дизајнера у прошлости, није био толико координатор одеће масовне производње, колико дизајнер у европском смислу те речи. Фирма ЛВМХ (Луј Витон-Моет Хенеси) понудила му је посао дизајнирања линије конфекције за допуну луксузних производа специјалиста за пртљаг Луј Витон крајем деведесетих. Један од првих модних дизајнера који је антиципирао глобализацију светских тржишта, већ познати дизајнер Калвин Клајн почео је да пласира своју моду, парфеме и додатке не само широм САД-а, већ и Европе и Азије, постижући ненадмашан успех.
Група дизајнера позната као „Антверпенска шесторка“ (названа тако јер су сви били дипломци Краљевске академије лепих уметности у Антверпену), која се први пут појавила 1980-их, истакла се 1990-их.
У Италији су се Ђани Версаће, са својим бриљантним, секси и живописним дизајном, и Долче & Габана, са својим суперфеминизираним и фантастичним стилом, одвојили од озбиљне и трезвено расположене моде која је доминирала током већег дела 1990-их. Реп музика је имала значајан утицај на популарну и уличну моду током раних и средине 1990-их. Следбеници хип хопа усвојили су огромне широке фармерке, сличне онима које су носили у америчким затворима, са великим кошуљама са узорком и тешким црним ципелама. Спортска марка Најки имала је велику популарност, а материјали попут ликре/спандекса су се све више користили за спортску одећу. Повећавање еколошке свести и права животиња учинило је да чак и куће врхунске моде, попут Шанела, у своје колекције уводе лажно крзно и природна влакна.